# Hadroepistenia glabra
Hadroepistenia glabra is een vliesvleugelig insect uit de familie Pteromalidae. De wetenschappelijke naam is voor het eerst geldig gepubliceerd in 2003 door Gibson.